# Game Informer
Game Informer (GI) — американський щомісячний журнал про відеоігри, який публікує статті, новини, рецензії нових відеоігор та ігрових консолей. Перший випуск вийшов у серпні 1991, коли компанія FuncoLand розпочала друкувати 6-сторінковий журнал. Права на володіння та друк належить GameStop Corp., та ж сама батьківська компанія-роздрібний продавець відеоігор, яка викупила FuncoLand у 2000. Станом на 2015 Game Informer є 4-м найпопулярнішим журналом про відеоігри у світі.

## Історія

### Журнал
Перше видання Game Informer було видано у серпні 1991 і містило 6 сторінок. До листопада 1994 часопис виходив раз на два місяці; після того випускався щомісячно.
З 2001 Game Informer видавався Кеті Престон, котра була частиною виробничої команди із 2000. Під її керівництвом публікації стали невід'ємною частиною системи лояльності Power Up Rewards, яку проводить GameStop.
У 2010 журнал Game Informer став 5-м найбільшим журналом США із продажами у 5 мільйонів копій, лишаючи позаду такі видання як Time, Sports Illustrated та Playboy. До 2011 журнал став 3-м найбільшим журналом США, маючи обіг у понад 8 мільйонів копій. Проте у 2014 журнал опустився на 4 місце із обігом у 6,9 мільйонів копій. Успіх журналу пов'язаний із гарними стосунками із своїм видавцем та зв'язками із GameStop.
Кожного року у квітневому випуску Game Informer додає особливий штрих під назвою Game Infarcer як жарт на день сміху. На обкладинці замість напису «World's #1 Video Game Magazine» написано «World's #1 Pretend Magazine», а в кінці кожної сторінки міститься слово "пародія". Фіктивним головним редактором статей Game Infarcer є Дарт Кларк.
Журнал випустив чотири розділи під назвою Sacred Cow Barbecues, задача яких полягає у "скидані деяких глибоко поважних образів відеоігор із їх високого та могутнього п'єдесталу". Перша публікація Sacred Cow Barbecues з'явилася у випуску 158 (червень 2006). Наступні публікації з'являлися у випусках 183 (липень 2008), 211 (листопад 2010) та 261 (січень 2015). Статті Sacred Cow Barbecues є суперечливими для тих геймерів, які не полюбляють насміхання над їх улюбленими іграми.

### Вебсайт
Онлайновий Game Informer запустився у серпні 1996. На ньому випускалися щоденні новини та статті. У листопаді 1999 Джастін Ліпер та Меттью Като були найняті у якості постійних вебредакторів. При викупі журналу роздрібною мережею GameStop сайт було закрито у січні 2001; обох Ліпера та Като перемістили до редакційного персоналу журналу.
GI Online поновили у вересні 2003 із оновленим дизайном та багатьма додатковими можливостями, такі як бази даних рецензій, постійні оновлення новин та ексклюзивний матеріал для передплатників. Новим сайтом керував Біллі Бергхаммер, творець сайту PlanetGameCube.com (наразі відомий як NintendoWorldReport.com). Наразі Бергхаммер є головним редактором групи EGM Media.
У березні 2009 персонал почав створювати код для найновішого на поточний час оновлення дизайну сайту. Цей дизайн мав виглядати таким же як і дизайн самого журналу. 1 жовтня 2009 новий дизайн сайт був запущений для користувачів; тоді ж новим головним редактором сайту став Енді МакНамара. З оновленням було додано багато нових можливостей, такі як переписаний медіа-плеєр, підсвічена активність користувачів сайту та можливість додавати рецензії від самих користувачів. В той же період запустили подкаст The Game Informer Show.
У лютому (іноді в січні) редактори Game Informer збираються, аби підрахувати та прокоментувати "Топ 50 ігор минулого року". Відеоігри відображаються у порядку дати виходу та не мають оцінок від редакції, але певні проекти нагороджують такими нагородами як "Гра року" та іншими. Журнал також має маленькі чарти із топ-10 різних категорій, які публікуються як і в секції "Топі 50 ігор" на вебсайті та і в регулярному журналі.
Щосерпня кожного року Game Informer публікує "Гаряча 50 E3": спеціальну секцію, яка рецензує річний E3 та ігри, які були там представлені. Ця публікація замінює стандартну секцію "рецензії" виключно для серпневих випусків.

### Австралійське видання
У листопаді 2009 Game Informer був запущений у Австралії колишнім редактором журналів Australian GamePro, Gameplayer та Official PlayStation Magazine Крісом Стедом та видавництвом Citrus Media. У червня 2010 журнал Game Informer Australia став першим місцевим часописом про відеоігри, кількість передплатників якого перевалила 10,000. 18 серпня 2010 журнал став найпопулярнішим у Австралії серед видань стосовно гейміндустрії.
Game Informer Australia отримав три нагороди Australian Magazine Awards, кілька номінацій на нагороду Lizzie та 2013 MCV у категорії Print Publication of the Year. Кріс Стед отримав нагороду MCV у категорії 2013 Journalist of the Year.

## Рецензії
Game Informer пише рецензії на відеоігри на PC, PlayStation 4, PlayStation Vita, PlayStation VR, Xbox One, Nintendo Switch, Nintendo 3DS, Android, iOS. Рецензії на ігри старшого покоління були випущеними три на випуск у секції Classic GI. Ця секція проіснувала до 2009 — місяці до глобального переоформлення журналу. Персонал журналу оцінює відеоігри від 1 до 10 балів із проміжками у чверть балу. Оцінка у 1 розглядається як навіть менше, ніж жахлива гра; оцінка у 10 представляє "видатну" майже ідеальну гру; оцінка у 7 балів показує середню пристойну гру, в яку гарно грати, але яка має недоліки.

## Персонал

### Теперішній
- Andy McNamara — головний редактор: 1991[29]
- Andrew Reiner — виконавчий редактор: 1994[30]
- Benjamin Reeves — старший редактор
- Cathy Preston — видавець
- Matt Bertz — редактор-менеджер
- Joe Juba — старший редактор рецензій
- Matt Miller — старший редактор анонсування
- Kimberly Wallace — редактор матеріалів
- Imran Khan — редактор новин Західного узбережжя
- Daniel Tack — редактор по ПК
- Brian Shea — цифровий редактор
- Matthew Kato — старший редактор
- Jeff Cork — старший редактор
- Javy Gwaltney — супровідний редактор
- Suriel Vasquez — супровідний редактор[31]
- Elise Favis — супровідний редактор